# 无茎麻花头
无茎麻花头（学名：Serratula lyratifolia）为菊科麻花头属的植物。分布在俄罗斯以及中国大陆的新疆等地，生长于海拔1,900米至3,100米的地区，一般生长在高山石坡、河谷以及山坡草甸，目前尚未由人工引种栽培。